# NGC 4699
NGC 4699 (другие обозначения — MCG −1-33-13, UGCA 301, IRAS12464-0823, PGC 43321) — спиральная галактика с перемычкой (SBb) в созвездии Дева.
Этот объект входит в число перечисленных в оригинальной редакции «Нового общего каталога».
В галактике вспыхнули сверхновые SN 1948A, и SN 1983K. Их пиковые видимые звездные величины составили 17,0.